# Пра (Виченца)
Пра је насеље у Италији у округу Виченца, региону Венето.
Према процени из 2011. у насељу је живело 135 становника. Насеље се налази на надморској висини од 316 м.